# جون روميرو
جون روميرو (بالإنجليزية: John Romero)‏ مواليد 28 أكتوبر 1967 في كولورادو سبرينغس، كولورادو، الولايات المتحدة، هو مخرج، مصمم، مبرمج ومطور ألعاب فيديو. معروف بأنه أحد مؤسس شركة إد سوفتوير، وقد قام بتصميم كثير من ألعاب الشركة مثل دوم وولفينشتاين 3دي.

## ألعاب
- هوفرتانك ثري دي
- ولفينشتاين 3دي
- سبير أف ديستني
- دوم
- المنطقة 51
- كوايك

## روابط خارجية
- جون روميرو على موقع IMDb (الإنجليزية)
- جون روميرو على موقع ميوزك برينز (الإنجليزية)
- جون روميرو على موقع إن إن دي بي (الإنجليزية)